# Franklin (mini-série)
Pour les articles homonymes, voir Franklin.
Production
Diffusion
Franklin est une mini-série américaine en huit épisodes d'environ 57 minutes écrite par Kirk Ellis et Howard Korder, d'après l'ouvrage A Great Improvisation: Franklin, France, and the Birth of America de Stacy Schiff publié en 2005, et diffusée du 12 avril au 17 mai 2024 sur Apple TV+.
Il s'agit d'une fiction biographique sur Benjamin Franklin, principalement sur les années qu'il a passées en Europe.

## Synopsis
Dans les années 1770, Benjamin Franklin — alors âgé de 70 ans — est en Europe. Alors qu'il n'a aucune formation diplomatique, il tente de convaincre le royaume de France, qui est alors une monarchie absolue, de financer l'établissement de la démocratie dans l'Amérique des Treize Colonies. Benjamin Franklin va utiliser son expérience et son charisme et va parvenir à ses fins malgré la présence d'espions et informateurs britanniques, français et même à certains de ses compatriotes hostiles. Il va mener à bien l'alliance franco-américaine en 1778 et signer la fin de la guerre d'indépendance contre la Grande-Bretagne en 1783. Il participe ensuite à la rédaction de la déclaration d'indépendance des États-Unis et devient ainsi l'un des pères fondateurs des États-Unis.

## Distribution

### Acteurs principaux
- Michael Douglas : Benjamin Franklin
- Noah Jupe : William Temple Franklin (en)
- Marc Duret : M. Brillon
- Daniel Mays : Edward Bancroft
- Ludivine Sagnier : Anne Louise Brillon de Jouy
- Thibault de Montalembert : le comte de Vergennes
- Assaâd Bouab : Beaumarchais
- Théodore Pellerin : Gilbert du Motier de La Fayette
- Olivier Claverie : Jacques-Donatien Le Ray de Chaumont
- Tom Hughes : Paul Wentworth (en)
- Jeanne Balibar : Anne-Catherine de Ligniville Helvétius

### Acteurs secondaires
- Olivier Rabourdin : Jean Charles Pierre Lenoir
- François Legrand : L'Abbé
- Lily Dupont : Cunégonde Brillon de Jouy
- Florence Darel : Thérèse Le Ray de Chaumont
- Eddie Marsan : John Adams
- Tom Pezier : Louis XVI
- John Hollingworth (en) : Lord David Stormont
- Robin Renucci : Maurepas
- Aïtor de Calvairac : James Donatien Le Ray de Chaumont
- Maria-Victoria Dragus : Marie-Antoinette d'Autriche
- Jack Archer : Thomas Grenville
- Arthur Orcier : le comte de Ségur
- Victor Lafrej : le vicomte de Noailles
- Raphaël Robert : Figaro, barbier de Séville
- Gary Lewis : Richard Oswald (marchand) (en)
- Romain Brau : Chevalière d'Éon
- Murat Subasi : Ayaz

## Production

### Fiche technique
- Titre original : Franklin
- Création : Stacy Schiff (adaptation de son roman A great improvisation)
- Réalisation : Timothy Van Patten
- Scénario : Kirk Ellis, Howard Korder
- Direction artistique : Yann Biquand
- Décors : Benedicte Joffre
- Costumes : Olivier Bériot
- Photographie : David Franco
- Montage : Colleen Sharp
- Musique : Jay Wadley
- Casting : Juliette Ménager
- Production : Nancy Bressolles
- Sociétés de production :
- Budget : Inconnu
- Pays d'origine :  États-Unis
- Langue originale : Anglais
- Format : Couleur
- Genre : Drame biographique, historique
- Durée : 48 à 64 minutes

### Attribution des rôles
En février 2022, il est annoncé que Michael Douglas va incarner Benjamin Franklin dans une mini-série prévue sur Apple TV+, écrite par Kirk Ellis et réalisée par Tim Van Patten. En juin 2022, Howard Korder rejoint le projet comme auteur et producteur délégué. Au même moment, Noah Jupe, Ludivine Sagnier, Daniel Mays, Assaad Bouab et notamment Eddie Marsan sont annoncés.

### Tournage
Le tournage débute en juin 2022 dans le Château de Champs-sur-Marne et son parc où à l'occasion, une grande construction éphémère completait l'édifice historique existant pour figurer Versailles (qui n'a pas ou très peu servi lors de tournages). Les prises de vues ont également lieu à Paris notamment dans le quartier du Marais et à Saint-Malo,,.

## Diffusion
La série est diffusée en France sur AppleTV+ en OTT. Elle est donc également disponible, sous conditions, sur mycanal, l’offre OTT du groupe Canal+.

## Épisodes
1. Poussé à la prière (Sauce for Prayers)
2. Bienvenue, Polisson (Welcome, Mischief)
3. L'orgueil et la goutte (Pride and Gout)
4. Petite vengeance (Small Revenge)
5. L'État naturel de l'homme (The Natural State of Man)
6. Beauté et folie (Beauty and Folly)
7. Ramper avant de marcher (Begin by Creeping)
8. Penser à trois choses (Think of Three Things)